# Goodnight Tonight
Singles de Paul McCartney et les Wings
London Town
(1978) Old Siam, Sir
(1979)
Goodnight Tonight est une chanson de Paul McCartney et les Wings publiée en single en mars 1979. Il s'agit d'une incursion de McCartney dans le registre disco. Outre la version du single, une version longue de plus de 7 minutes a été publiée sur un maxi-45 tours.
Le succès du single ne s'est pas fait attendre et le disque est arrivé en sixième position des charts britanniques, et en 5e position des classements américains, lui valant un disque d'or. En France, le single se classe à la quatrième place du hit-parade.
La chanson a également été interprétée par les Wings en concert.